# Ева-Марія Гох
Ева-Марія Гох (нім. Eva-Maria Hoch; нар. 6 серпня 1984) — колишня австрійська тенісистка.
Найвищу одиночну позицію світового рейтингу — 491 місце досягла 26 листопада 2007, парну — 354 місце — 8 жовтня 2007 року.
Здобула 7 парних титулів туру ITF.
Завершила кар'єру 2008 року.

## Фінали ITF

### Одиночний розряд (0–1)
| Легенда          |
| ---------------- |
| турніри $100,000 |
| турніри $75,000  |
| турніри $50,000  |
| турніри $25,000  |
| турніри $10,000  |

| Фінали за покриттям |
| ------------------- |
| Тверде (0–0)        |
| Ґрунт (0–1)         |
| Трава (0–0)         |
| Килим (0–0)         |

| Результат | Ранг | Дата           | Турнір         | Покриття | Суперниця      | Рахунок       |
| --------- | ---- | -------------- | -------------- | -------- | -------------- | ------------- |
| Поразка   | 1.   | 25 червня 2007 | Осло, Норвегія | Ґрунт    | Ірина Кузьміна | 4–6, 0–3 ret. |

### Парний розряд (7–4)
| Легенда          |
| ---------------- |
| турніри $100,000 |
| турніри $75,000  |
| турніри $50,000  |
| турніри $25,000  |
| турніри $10,000  |

| Фінали за покриттям |
| ------------------- |
| Тверде (2–1)        |
| Ґрунт (4–1)         |
| Трава (0–0)         |
| Килим (1–2)         |

| Результат | Ранг | Дата              | Турнір                          | Покриття   | Партнерка        | Суперниці                             | Рахунок            |
| --------- | ---- | ----------------- | ------------------------------- | ---------- | ---------------- | ------------------------------------- | ------------------ |
| Поразка   | 1.   | 17 травня 2004    | Санта-Крус-де-Тенерифе, Іспанія | Тверде     | Мартіна Павелець | Ларісса Карвальйо Анна Говкінс        | 6–2, 1–6, 6–7(4–7) |
| Поразка   | 2.   | 13 червня 2005    | Ленцергайде, Швейцарія          | Ґрунт      | Дьяна Вринчану   | Петра Цетковська Мартіна Лаутеншлеґер | 0–6, 3–6           |
| Перемога  | 1.   | 11 липня 2005     | Гархінг-бай-Мюнхен, Німеччина   | Ґрунт      | Зузана Гейдова   | Ленка Длгополцова Лаура Зігемунд      | 4–6, 6–4, 6–3      |
| Перемога  | 2.   | 31 жовтня 2005    | Стокгольм, Швеція               | Тверде (i) | Мартіна Павелець | Марі Андерссон Юганна Ларссон         | 6–4, 6–3           |
| Поразка   | 3.   | 16 січня 2006     | Обергахінг, Німеччина           | Килим (i)  | Мартіна Павелець | Йосипа Бек Ані Міячика                | 6–2, 1–6, 4–6      |
| Перемога  | 3.   | 6 листопада 2006  | Ісманінг, Німеччина             | Килим (i)  | Лідія Штайнбах   | Забріна Йольк Аннетте Кольб           | 6–2, 6–1           |
| Перемога  | 4.   | 27 листопада 2006 | Тель-Авів, Ізраїль              | Тверде     | Ана Веселинович  | Марріт Бонстра Рене Рейнгард          | 6–4, 7–6(7–5)      |
| Поразка   | 4.   | 26 лютого 2007    | Бухен, Німеччина                | Килим (i)  | Ліза Сабіно      | Нікола Франькова Магдалена Кіщиньська | 0–0 ret.           |
| Перемога  | 5.   | 11 червня 2007    | Ленцергайде, Швейцарія          | Ґрунт      | Лаура Зігемунд   | Амра Садікович Паола Спров'єрі        | 6–4, 6–3           |
| Перемога  | 6.   | 25 червня 2007    | Осло, Норвегія                  | Ґрунт      | Мелані Клаффнер  | Марі Андерссон Кароліне Стейро        | 6–2, 6–3           |
| Перемога  | 7.   | 27 серпня 2007    | Перчах, Австрія                 | Ґрунт      | Штефані Гайднер  | Тая Могорчич Наташа Зорич             | 6–2, 6–2           |